# Kostas Chalkias
Konstandinos „Kostas” Chalkias (ur. 30 maja 1974 w Larisie) – grecki piłkarz grający na pozycji bramkarza.

## Kariera
Profesjonalną karierę Chalkias zaczynał w Panathinaikosie AO, lecz w sezonie 1995–1996 przeniósł się do Apollonu Smyrnis. Po dwóch latach wrócił do Koniczynek, ale był tam zaledwie trzecim bramkarzem, po Józefie Wandziku i Andoniosie Nikopolidisie. W latach 1998–2001 zagrał razem 25 razy, po czym przeniósł się na dwa sezony do Iraklisu Saloniki. W styczniu 2005 roku trafił do angielskiej Premiership, a konkretnie do Portsmouth F.C. W tym zespole zadebiutował w 4. rundzie Pucharu Anglii w meczu z Southamptonem. W Portsmouth nie zabawił jednak długo – po rozegraniu zaledwie 6 meczów w czerwcu 2005 przeniósł się do klubu Segunda División, Realu Murcia. Po roku Grek został wytransferowany do Arisu, gdzie występował do końca 2007 roku. Na początku 2008 odszedł do PAOK-u Saloniki. W 2012 roku zakończył karierę.
W reprezentacji Grecji Chalkias rozegrał 4 mecze. W 2004 roku wraz z kolegami 32-letni piłkarz zdobył Mistrzostwo Europy, lecz na tym turnieju Kostas pełnił rolę rezerwowego bramkarza i, podobnie jak to było przed kilkoma laty w Panathinaikosie, miejsca między słupkami ustępował Nikopolidisowi.